# Ramon Cardona i Colell
Ramon Cardona i Colell (Solsona, 1965) és un arqueòleg i escriptor català. És llicenciat en prehistòria, història antiga i arqueologia i en filologia grega per la Universitat de Barcelona. Treballa com a catedràtic de grec i llatí a l'Institut Manuel de Pedrolo de Tàrrega, feina que combina amb altres activitats com la literatura i la recerca arqueològica. Ha publicat diversos estudis sobre arqueologia i diferents poemaris. L'any 2019 va guanyar el Premi Miquel de Palol de Poesia, amb Tocat i enfonsat, un poemari que aplegà referències culturalistes amb mencions a la natura salvatge.

## Obra publicada
- Quaranta-quatre cançons i un poble (2015), poemari
- Desig d'argila (2016), Premi de Poesia Manuel Milà i Fontanals - Ciutat de Vilafranca 2016), poemari[4]
- Creta, entrada a laberint (2017), llibre de viatges
- Els ravals d'Europa (2019), poemari
- Tocat i enfonsat (2019), poemari
- Arriba el clàssic, crònica d'un professor de grec (2021), crònica/assaig

## Premis i reconeixements
- 2019 - 42è Premi Miquel de Palol de poesia, amb Tocat i enfonsat, un poemari que aplegà referències culturalistes amb mencions a la natura salvatge.[5]
- 2024 - Premi de poesia Joan Perucho d'Ascó.[5]